# Savannah Guthrie
Savannah Clark Guthrie (Melbourne, 27 de Dezembro de 1971) é uma jornalista e advogada norte-americana que trabalha para a NBC News.
Guthrie juntou-se à equipa da NBC em Setembro de 2007 como uma analista legal e corresponde, regularmente fazendo reportagens sobre julgamentos em todo país. Após servir como uma correspondente da Casa Branca entre 2008 a 2011 e como co-pivot do The Daily Rundown, um programa emitido pela MSNBC, em 2010 e 2011, Guthrie foi anunciada como a co-apresentadora da terceira hora do The Today Show, juntamente com Natalie Morales e Al Roker. Nesse novo cargo, ela substituiu como apresentadora de notícias e co-pivot principal, e apareceu como a Analista Legal Chefe em várias plataformas da NBC.
A 29 de Junho de 2012, Guthrie foi nomeada co-apresentadora do The Today Show, seguindo o despedimento de Ann Curry na rede de televisão. Ela estreou como co-apresentadora, ao lado de Matt Lauer, Morales e Roker, na segunda-feira, 9 de Julho de 2012.

## Filmografia
Como apresentadora
- 2001-13: The Today Show
- 2012-13: The Tonight Show with Jay Leno
- 2013: The Michael J. Fox Show
- 2013: Late Night with Jimmy Fallon
- 2013: Ellen: The Ellen DeGeneres Show
- 2013: 2013 Golden Globe Awards Red Carpet Special
- 2012: Christmas in Rockefeller Center
- 2012: Macy's Thanksgiving Day Parade 2012
- 2007-12: NBC Nightly News with Brian Williams
- 2012: Dateline NBC
- 2008-12: Weekend Today
- 2011-12: Meet the Press
- 2012: Rock Center with Brian Williams
- 2012: The 37th Annual Gracie Awards
- 2012: MSNBC Live
- 2011: Christmas in Rockefeller Center
- 2010: NBC News Decision 2010
- 2010: Top Chef
- 2010: The Daily Rundown
- 2008: The Smoking Gun Presents: World's Dumbest
- 2007: Disorder in the Court 2: 20 More Outrageous Courtroom Moments
- 2006: Disorder in the Court: The 20 Most Outrageous Courtroom Moments
- 1994: Trial Heat

Como actriz
- 2013: 30 Rock
- 2013: 1600 Penn